# Chlorophonia occipitalis
Chlorophonia occipitalis là một loài chim trong họ Fringillidae.